# Дьес Кансеко, Франсиско
Франсиско Дьес Кансеко Корбачо (исп. Francisco Diez Canseco Corbacho; 21 марта 1821, Арекипа — 5 мая 1884, Лима) — перуанский военный и политический деятель, брат генерала и экс-президента Педро Дьеса Кансеко.
Два раза возглавлял Перу: после казни президента Хосе Бальты и линчевания Томаса Гутьерреса и в течение двух дней, 26 и 27 июля 1872 года, во время болезни президента. В соответствии с конституцией, как председатель Конгресса, возглавлял Перу до принятия решения о передачи власти временному президенту Мариано Эренсии Севальосу.

## Биография
Франсиско Дьес Кансеко родился 21 марта 1821 года в городе Арекипа. Был сыном Мануэля Хосе Дьес Кансеко Ньето и Марии Мерседес Корбачо Дьес Кансеко, принадлежащих к высшему обществу.
С 1835 года служил курсантом в армии, был назначен помощником генерала Рамон Кастилья, который получив степень второго лейтенанта, взял его в свою компанию в Лиме. Участвовал в боях в 1838 и 1839 годах, в войне против Боливии, в битве при Ингави (Ingavi) 18 ноября 1841 года.
В 1851 году получил звание полковника, служил адъютантом президента Хосе Руфино Эченике. В 1861 году был префектом города Кальяо, в 1862 году — префектом Лимы.
В 1865 году получил звание бригадного генерала, принял командование в столице. В 1881 году во время краткого правления Франсиско Гарсия Кальдерона был военным министром.
Возглавлял Перу короткое время:
- Во время болезни президента Бальты с 27 по 28 июня 1871 года.
- После казни президента Хосе Бальты и линчевания Томаса Гутьерреса 26 июля 1872 года, до принятия решения о передаче власти временному президенту Мариано Эренсии Севальосу.